# Giuncugnano
Giuncugnano è una frazione del comune italiano di Sillano Giuncugnano, nella provincia di Lucca, in Toscana.
Situato in alta Garfagnana, fino al 31 dicembre 2014 ha dato il nome a un comune sparso (la sede comunale si trovava nella frazione di Magliano) di 483 abitanti e che comprendeva le frazioni di Magliano, Ponteccio, Castelletto, Gragna, Varliano e Capoli.
Festeggia il santo patrono Antonino di Pamiers il 2 settembre.

## Storia
Il borgo ha origini incerte. Secondo alcuni infatti venne fondato già in epoca romana da un colono chiamato Iucundus, dal quale deriverebbe il toponimo. Le montagne della Garfagnana erano in ogni caso abitate già prima dell'arrivo dei romani dai Liguri Apuani.

In ogni caso è certo che l'area di Giuncugnano fosse attraversata dalla cosiddetta Via Clodia Minore, in epoca medievale nota come via del Volto Santo, che attraverso il Passo di Tea collegava Lunigiana e Garfagnana.

Territorio dell'ex comune di Giuncugnano all'interno della provincia di Lucca

Questi territori erano sottoposti già all'epoca di Matilde di Canossa alla Signoria dei Conti di Dalli. Nel XIII secolo però i Conti li vendettero alla Repubblica di Lucca, i cui Statuti del 1308 citano anche il borgo di Giuncugnano, inquadrato nella vicaria di Camporgiano. I Conti di Dalli però, esiliati da Lucca da Castruccio Castracani, recuperarono i propri antichi feudi. La guerra con la Repubblica lucchese si concluse con il rientro dei conti nella città e il definitivo assoggettamento a quest'ultima dei loro antichi territori. Col riordino territoriale del 1370 e la divisione amministrativa all'interno della Repubblica di Lucca tra i territori guelfi e quelli ghibellini, Giuncugnano rimane nella vicaria di Camporgiano assieme agli altri territori guelfi.
Successivamente la regione fu oggetto delle mire della Repubblica Fiorentina, che per un periodo occupò i territori. I paesi della Garfagnana allora, compresa Giuncugnano, stanchi di essere attraversati da guerre e scorrerie militari nemiche, chiesero l'intervento di Lionello d'Este, marchese di Ferrara, che nel 1446 intervenne militarmente e occupò i territori. Nonostante vari successivi interventi lucchesi di recuperare la regione (che sarà per questo fino al XVIII secolo luogo di scontri tra estensi e lucchesi), il dominio della Casa d'Este durerà fino all'invasione napoleonica.
Restaurata la signoria degli Austria-Este a Vienna, il loro dominio durerà sino all'unificazione italiana del 1860.
Nel 1861 Giuncugnano venne inquadrato come comune autonomo del Circondario di Castelnuovo di Garfagnana, nella provincia di Massa e Carrara. Nel 1923 l'intero circondario passò alla provincia di Lucca.

### Simboli
Lo stemma e il gonfalone del comune di Giuncugnano erano stati concessi con DPR dell'8 novembre 1993. Lo stemma rappresentava una pianta di giunchiglia fiorita, posta sulla sommità di un colle verdeggiante.
Il gonfalone era un drappo di azzurro.

## Società

### Evoluzione demografica
Abitanti censiti; per gli ultimi censimenti si evidenzia in blu la popolazione residente nel centro abitato di Giuncugnano, in verde quella residente nei vecchi confini comunali.

### Etnie e minoranze straniere
Secondo i dati ISTAT al 31 dicembre 2011 la popolazione straniera residente era di 3 persone, pari al 3,9% della popolazione residente.

## Amministrazione
Di seguito è presentata una tabella relativa alle amministrazioni che si sono succedute nell'ex comune di Giuncugnano fino alla sua soppressione.
| Periodo        | Periodo         | Primo cittadino        | Partito                                    | Carica  | Note   |
| -------------- | --------------- | ---------------------- | ------------------------------------------ | ------- | ------ |
| 27 marzo 1987  | 9 giugno 1990   | Roberto Nobili         | lista civica                               | Sindaco | [ 10 ] |
| 6 luglio 1990  | 24 aprile 1995  | Emanuele Franco Bocchi | Democrazia Cristiana                       | Sindaco | [ 10 ] |
| 24 aprile 1995 | 14 giugno 1999  | Armando Giovannoni     | -                                          | Sindaco | [ 10 ] |
| 14 giugno 1999 | 14 giugno 2004  | Robertino Danti        | centro-sinistra                            | Sindaco | [ 10 ] |
| 14 giugno 2004 | 8 giugno 2009   | Fabio Reali            | lista civica                               | Sindaco | [ 10 ] |
| 8 giugno 2009  | 26 maggio 2014  | Fabio Reali            | lista civica la tua voce il nostro impegno | Sindaco | [ 10 ] |
| 26 maggio 2014 | 1º gennaio 2015 | Giovanni Gregori       | lista civica: ambiente e sviluppo          | Sindaco | [ 11 ] |